# Présumé coupable
Présumé coupable è un film franco-belga del 2011 diretto da Vincent Garenq.